# Josef Zubatý (konstruktér)
Josef Zubatý (8. února 1895 – květen 1987) byl československý konstruktér motorů a automobilů.

## Mládí, studia, manželství
Josef Jiří Zubatý se narodil 8. února 1895 na Smíchově u Prahy (Smíchov byl připojen k Praze až v roce 1922). Jeho otcem byl truhlářský mistr František a matkou Františka, roz. Hraběová, oba bytem na Smíchově č. p. 26. Na Smíchově vychodil obecnou školu v letech 1901–1906, pokračoval na české státní reálce (C. K. Státní česká reálka na Malé Straně). Pocházel ze skromných poměrů, i proto např. pobíral ve školním roce 1910–1911 podporu 700 korun pro chudé žáky. Na straně druhé rozšiřoval přírodopisné sbírky, do nichž přinášel čerstvé rostliny. Středoškolská studia ukončil v roce 1913 maturitou s vyznamenáním. V letech 1913–1918 studoval Zubatý na Českém vysokém učení technickém v Praze, druhou státní zkoušku vykonal s prospěchem velmi dobrým.
V roce 1933 se osmatřicetiletý Ing. Josef Zubatý oženil. Manželkou mu byla paní Ludmila (1908–1980). Manželství zůstalo bezdětné. V roce 1935 se zúčastnil 20. června II. mezinárodních závodů motorových člunů v Praze. Zvítězil ve třech jízdách, v člunech do 500 ccm na 6 km (American Beuaty-Evinrude), v kluzácích stupňovitých s přívěsným motorem na 4 km(Century Cyclone-Johnson 350 ccm) a v závěrečném handicapu kluzáků s přívěsným motorem na 10 km (American Beauty).

## Josef Walter a spol.
V lednu 1916, tedy prakticky v polovině studií, nastoupil, aby si přivydělal na studia, k firmě J. Walter a spol. v Jinonicích u Prahy, kde začal působit na poloviční úvazek jako konstruktér. V roce 1919 je tato společnost s ručením omezeným Josef Walter a spol. přejmenována na Akciovou továrnu automobilů Josef Walter a spol. V letech 1916–1919 se Zubatý rozhodující měrou podílel na několika projektech. Jinonická továrna a její výroba byla za První světové války zcela podřízena válečné produkcí pro potřeby rakousko-uherské armády.
Jeho první prací (společně s ing. Josefem Plockem) byl vzduchem chlazený stacionární dvouválec o výkonu 1,65 k pro napájení přenosných radiotelegrafických stanic. Motor „centrály“ byl dvouválcový o zdvihovém objemu 181 cm³ (vrtání ø 48 mm, zdvih 50 mm), vzduchem chlazený, s ležatými válci uspořádanými proti sobě (boxer). Válce motoru byly odlity ze šedé litiny. Zalomená hřídel a ojnice byly z výkovku, z chromniklové oceli. Chlazení motoru, které je jednou z nejdůležitějších záležitostí u stacionárních motorů, vyřešil pomocí zvláštních, řemeny poháněných ventilátorů, neboli zvláštními exhaustory vysávajícími teplý vzduch z komor obklopujících válce. Setrvačník o velikém průměru se šesti lopatkami byl totiž vytvořen jako ventilátor a vháněl vzduch na válce resp. na jejich žebra. Proud vzduchu působil současně i na motorovou skříň, což mělo za následek i účinné chlazení motorového oleje. Zapalování vysokonapěťovou magnetkou Bosch, která byla poháněna ozubenými koly s čelním ozubením od vačkového hřídele. Čistič paliva byl součástí jednotryskového karburátoru. Motor o celkové hmotnosti 18,2 kg se startoval klikou. Tento motor se vyráběl i po válce pod označením Walter D 48/50.

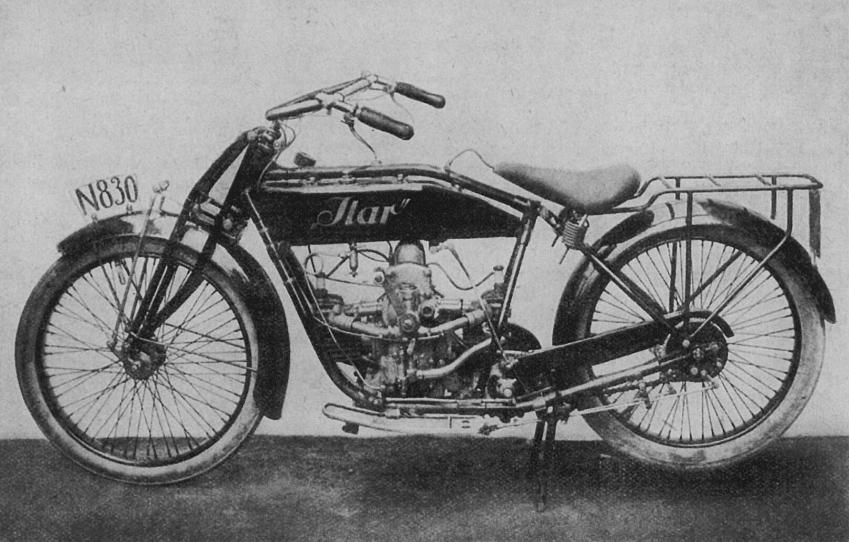
Itar 710 (1921)

V letech 1917–8 zkonstruoval pro rakousko-uherskou armádu vojenský motocykl Walter 706 cm³. Motor stroje byl opět plochý dvouválec Flat-Twin, podobné konstrukce jako u anglických motocyklů Douglas (bratrů Williama a Edwina Douglasových z Kingswoodu), s válci svírajícími úhel 180 stupňů. Jednalo se o čtyřdobý vzduchem chlazený zážehový dvouválec SV s protiběžnými písty – boxer, vrtání ø 75 mm a zdvih 80 mm. Přes objednávku 300 motocyklů pro c. a k. ministerstvo války výroba motocyklů v továrně Walter do konce války nebyla zahájena. Rozpracované stroje (10 ks) a díly firma Walter prodala firmě Automontage Jos. Janatka ze Smíchova včetně licence k tomuto motocyklu. Janatkova firma vybavila svůj radlický výrobní závod pro sériovou výrobu těchto strojů. Motocykl byl vyráběn od roku 1920 pod značkou Itar. Premiéra motocyklu Itar 710 proběhla 22. května 1921 startem na závodu Zbraslav-Jíloviště. Původní konstrukce byla během času byla modernizována a motocykl se vyráběl až do roku 1930 především pro potřeby československé armády.
Zubatý pracoval i na projektu prvního nákladního automobilu Walter s nosností 2 tuny. Toto vozidlo bylo dokončeno až po jeho odchodu z továrny Walter. Nákladní automobil Walter PN, jehož konstrukci se Zubatého motorem Walter WIZI dokončil ing. Josef Plocek, se vyráběl od roku 1924. Automobil se vyráběl v několika sériích a postupně byl měněn motor i podvozek. Stal se nejdéle vyráběným automobilem továrny Walter, protože poslední výrobní série (XV. a XVI. série) těchto oblíbených nákladních automobilů opustila jinonický závod po II. světové válce. Avšak nejvýznamnější Zubatého konstrukcí za jeho působení v jinonické továrně se stala řada automobilů vyráběná od roku 1919 pod označení Walter WZ – WIZ – WIZI.

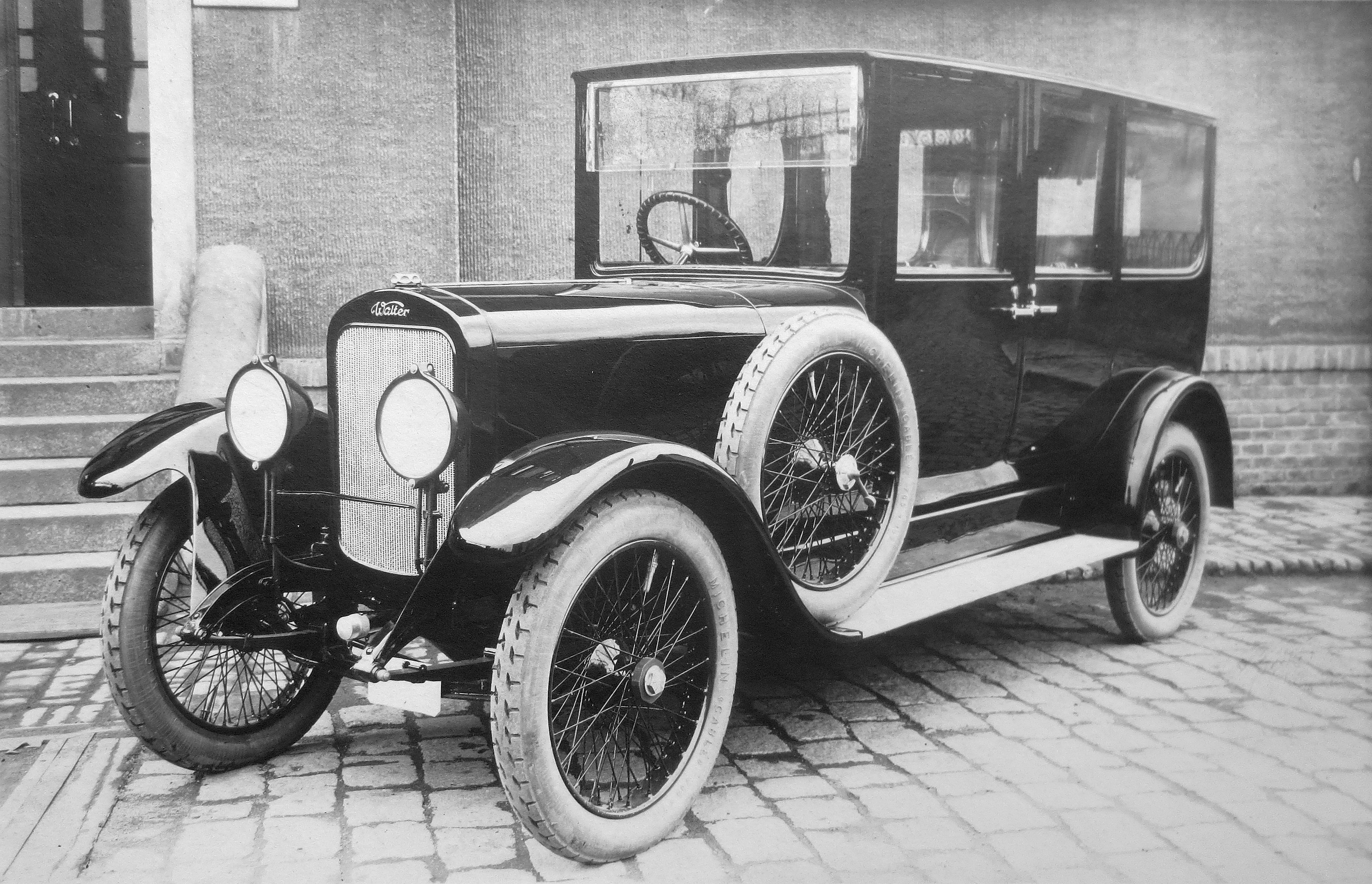
Walter WZ (1920) limuzína

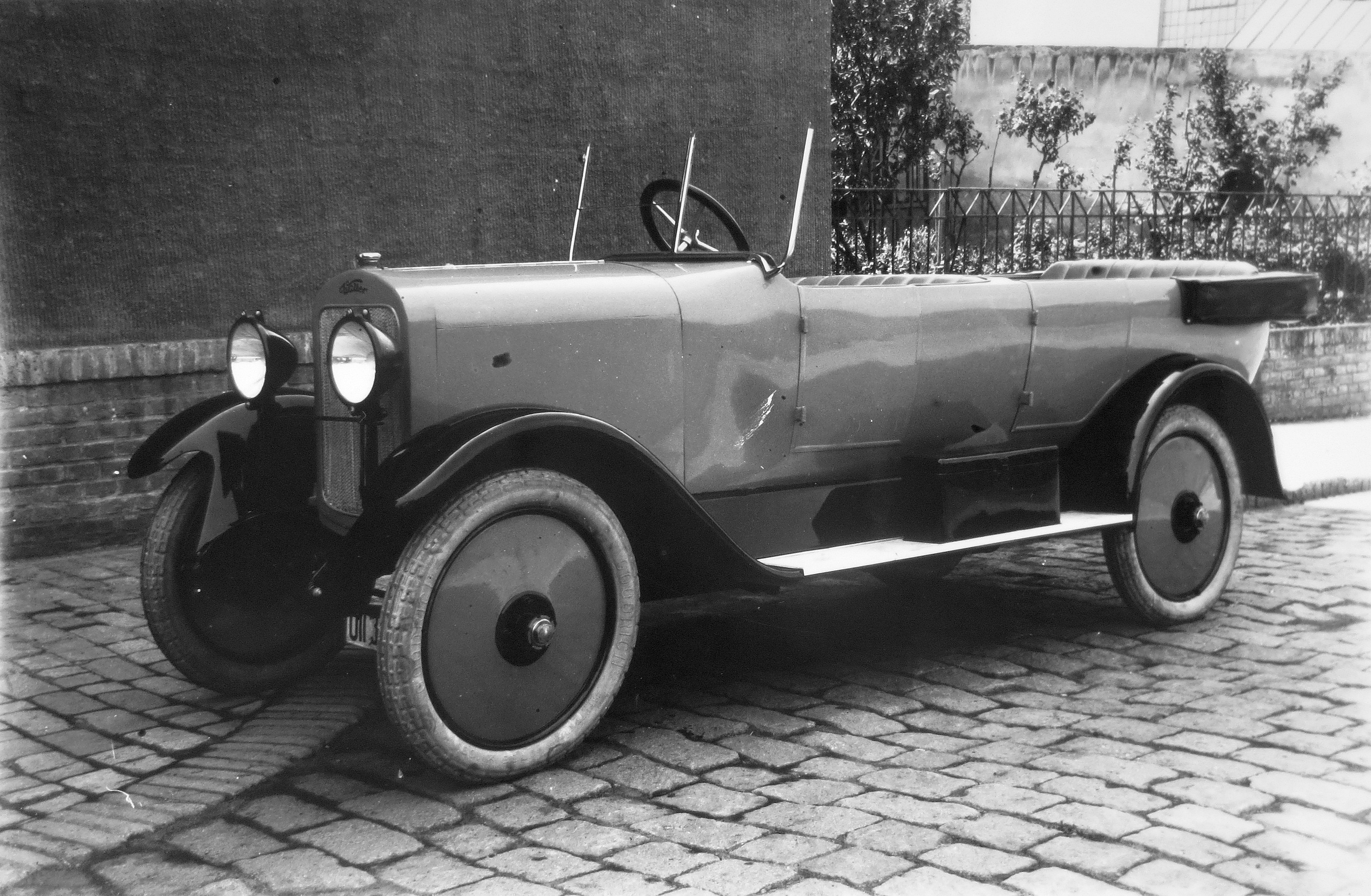
Walter WZ (1920) faeton

Walter WZ, WIZ a WIZI byly osobní automobily firmy Walter vyráběné v letech 1919–1928. Písmeno Z v jejich označeních prozrazovalo, že je navrhl tehdy čtyřiadvacetiletý konstruktér, „čerstvý“ inženýr Josef Zubatý (Walter Zubatý). V roce 1919 jsou představeny Walter WZ (6/18 HP) a WIZ (6/18 HP), o rok později WIZI (8/25 HP). Ještě za války připravoval konstruktér Zubatý novou typovou řadu automobilů Walter tak, aby splňovala požadavky tzv. jednotného typu vozu. Téměř celý rok 1919 byl věnován přípravám na uvedení jednotného typu vozu WZ. Unifikace spočívala v zavedení dostatečně dimenzovaných dílů převodového ústrojí a podvozku, aby byly s rezervou použitelné i pro silnější motory. Automobily řady WZ byly oficiálně představeny veřejnosti na XII. mezinárodní automobilové výstavě v Praze, která se konala na Výstavišti pod protektorátem T.G. Masaryka ve dnech 1.–8. srpna 1920. Od roku 1924 společně s touto řadou WZ byla vyráběna i modernizovaná verze ing. Josefa Plocka označena jako Walter P.

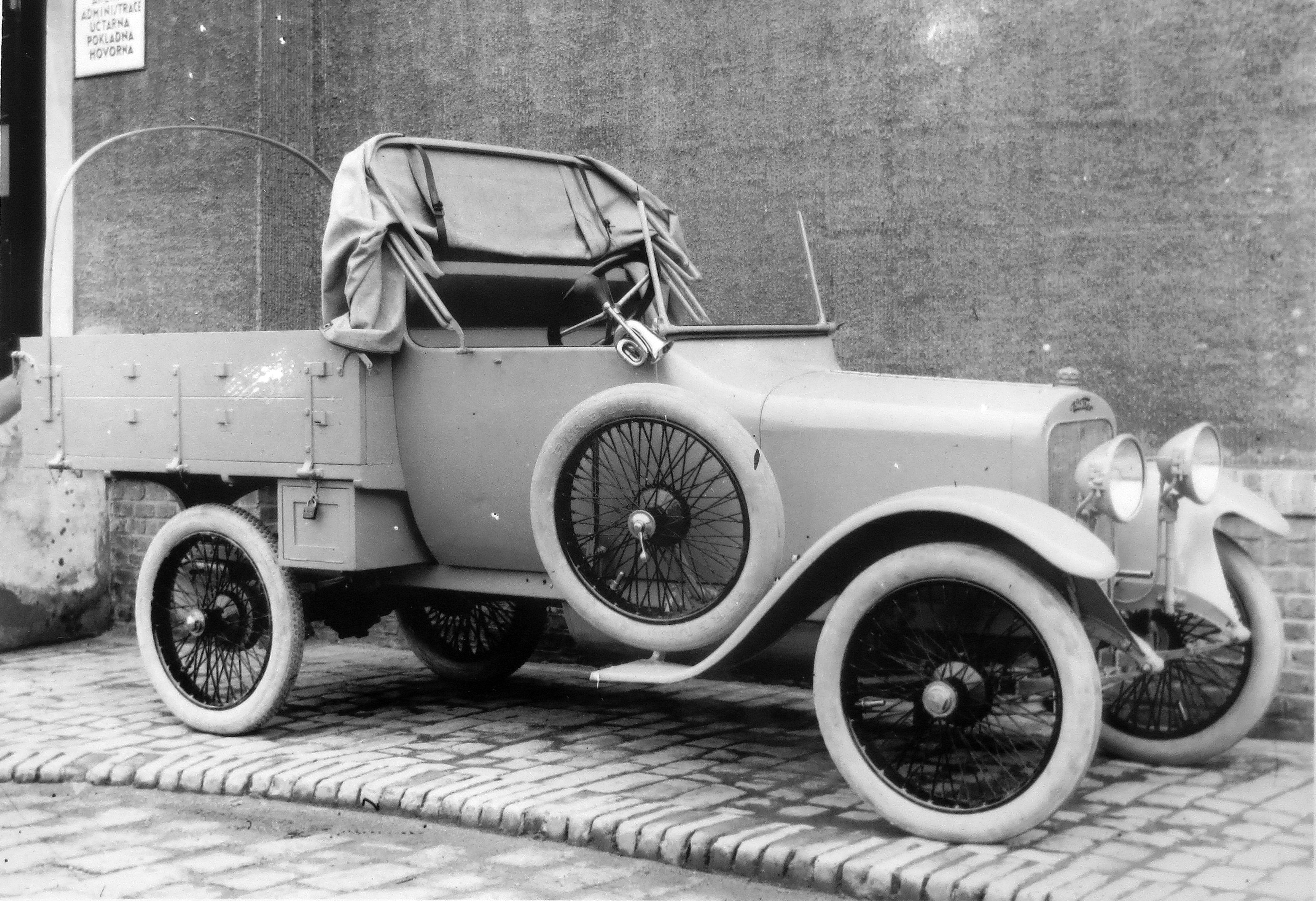
Walter WZ (1920) valník

Motor WZ (1919–1928) byl zážehový, kapalinou chlazený řadový čtyřválec (R4), rozvod SV, objem 1544 cm³, vrtání 64,0 mm, zdvih 120,0 mm, bez přeplňování, původní výkon byl 16 k, později 13,3 kW/18,0 k při 2000 ot/min., maximální rychlost 75 km/h. Čtyřválec v bloku odlitý ze šedé litiny společně s hlavou byla přišroubována kliková skříň z lehké slitiny, s ventily po jedné straně uspořádanými. Písty hliníkové a ojnice odlehčené. Vyosený zalomený, klikový hřídel z chromniklové oceli byl uložen ve 3 ložiscích z bílého kovu. Startování klikou, od roku 1920 elektrickým startérem, který roztáčel ozubený věnec setrvačníku. Ocelolitinový setrvačník měl pro lepší chlazení spojky odsávací žebra. Zapalováni Bosch o vysokém napětí na svíčky (12 V) magnetkou Bosch ZA4 spolu s dynamem bylo poháněno šroubovými koly od vačkového hřídele a bylo doplněno pružnou spojkou Bosch umožňující nastavit předstih zážehu. Všechny elektrovodné dráty byly uloženy v trubkách, čímž byly kryty a chráněny před nečistotami. Motor WIZI (1920) byl zážehový, kapalinou chlazený řadový čtyřválec (R4), rozvod SV, objem 2120 cm³, vrtání 75,0 mm, zdvih 120,0 mm, dva ventily/válec, bez přeplňování, výkon 18,4 kW/25,0 k při 2000 ot/min, maximální rychlost 85 km/h. Do vertikálního karburátoru Zenith 30 se dvěma difuzory byl benzín dopravován „automatickým nasávačem“ Pallas resp. Espero. Zapalování Bosch ZF 4. Ostatní parametry motoru byly shodné s typy WZ a WIZ.
Po změně statutu společnosti na akciovou v roce 1919 začíná slábnout vliv zakladatele, Josefa Waltera. V roce 1920 přišli z Českomoravské strojírny ředitel ing. Jan Novák (původně pracoval v Kopřivnické vozovce jako vedoucí automobilního oddělení a „vymyslel“ ochrannou známku Tatra, pozdější konstruktér leteckých motorů řady Walter NZ, 1920–1927), Theodor Svoboda (komerční ředitel, obchodní ředitel 1920–1945) a vedoucí dílen ing. Otomar Benák (1920–1945). V roce 1923 definitivně odchází ze společnosti Josef Walter a rozhodující vliv získává Vítězslav Kumpera st. Ing. Josef Zubatý z továrny Walter odešel v létě 1919 a odjel na „zkušenou“ do Francie a později do USA.
Ještě však před svým odchodem do zahraničí podává 24. července 1919 svoji první patentovou přihlášku č. 0-5762 na konstrukci převodové skříně. Československý patent č. 5762 je mu udělen 15. března 1921. Jednalo se o poloautomatickou (polosamočinnou) převodovku pro lokomotivy polních drah. Motory těchto lokomotiv za války vyráběla jinonická firma Walter a spol.

## Avions Farman a AC Spark Plug Company
Už v roce 1920 se stal dopisovatelem magazínu Auto. V červenci 1920 byl zveřejněn jeho vlastenecký příspěvek „Byli a jsme a budem!“, kde vyzdvihl kvalitu československé „automobilní industrie“. „Dokazovali jsme svoji převahu uvnitř Rakouska. Hlavním městem naší automobilové industrie učinili jsme Prahu a ne Vídeň. Pořádali jsme svoje automobilové výstavy zprvu pro sebe, ale pak pro celé Rakousko, neboť ve Vídni se vždy příliš dlouho smlouvali a rozhodovali. A ani válka nás neudusila. Ač v klatbě, dovedli jsme si svůj význam uchovati do poslední chvíle. Co jsme dnes? Především jsme a to už je znamenité. Nemusíme svoji industrii tvořiti, ona již existuje.“

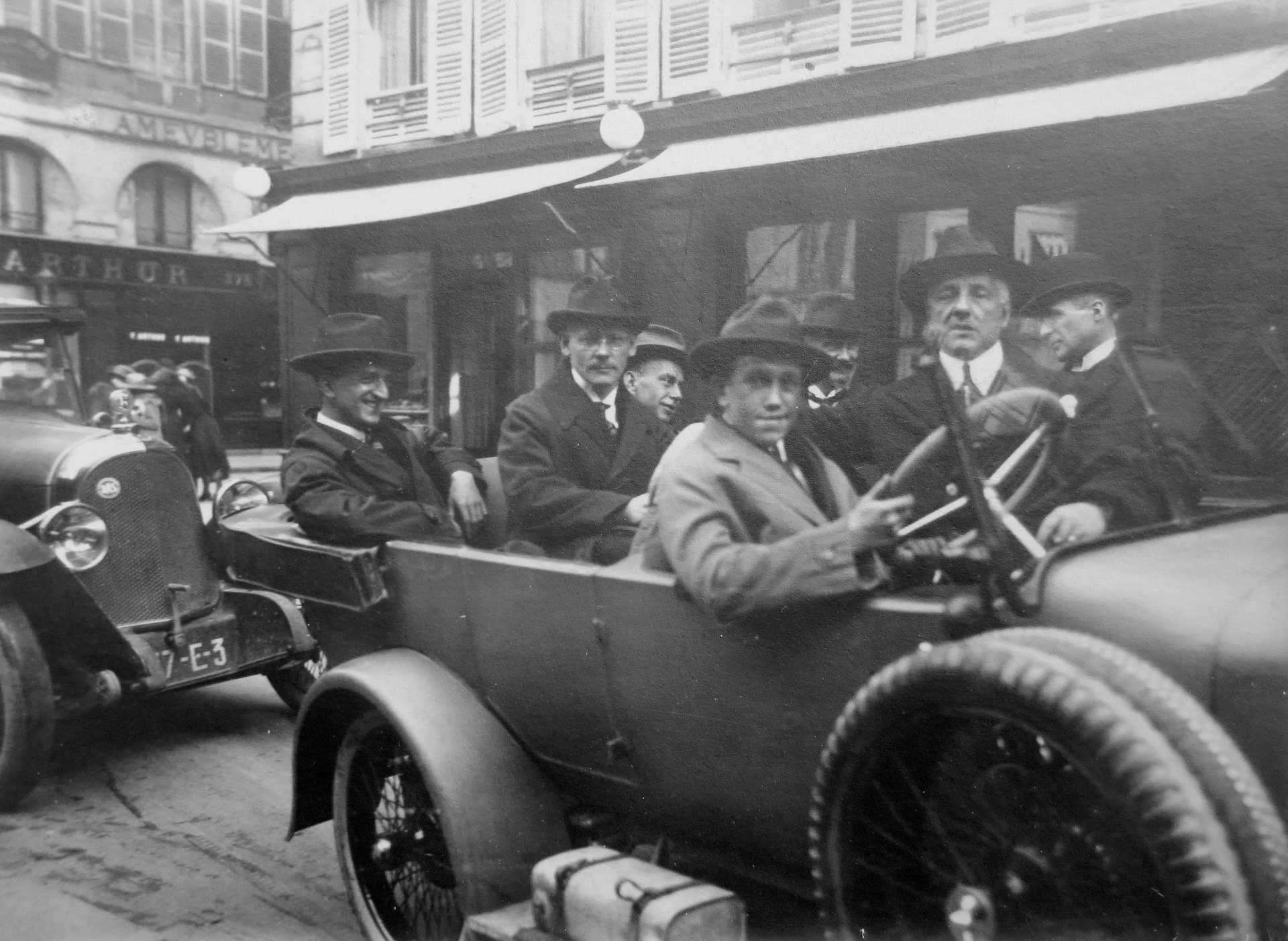
Josef Zubatý, Jan Novák, Jaroslav Kalva (vzadu zleva), Antonín Kumpera a Charles Faroux vpředu (Paříž 1922)

V červenci 1919 se inženýr Zubatý vydal do Francie, kde nastoupil k firmě H. & M. Farman (Avions Farman) v Boulogne-Billancourtu, nedaleko Paříže, jednoho z nejvýznamnějších producentů automobilů a vojenských letadel. Začal jako konstruktér detailů, postupně se stal samostatným konstruktérem, pak šéfem konstrukční kanceláře a konečně šéfem výroby (chef de la fabrication), při čemž zodpovídal za mechanickou dílnu, tepelné zpracování polotovarů, nářaďovnu, montáž, karosárnu, zajíždění vozidel a opravnu leteckých motorů. Zubatý u Farmana zaváděl výrobu luxusních automobilů Farman A 6 a A 6B se šestiválcovými motory, které se vyráběly v letech 1923–1927. Když Farman zahájil leteckou výrobu, Zubatý v tamní továrně zkonstruoval jejich první letecký dvanáctiválec (čtyřdobý zážehový vodou chlazený třířadý dvanáctiválec s válci do W) o výkonu 400 k Farman 12We (1922) a první letecký osmnáctiválec o výkonu 600 k Farman 18Wd. U francouzské firmy Farman pracoval ing. Zubatý v letech 1919–1922.

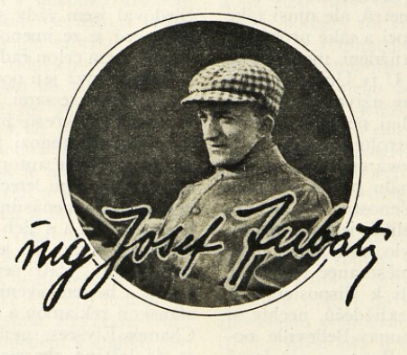
Josef Zubatý (1923)

Pravidelně jako oficiální pařížský dopisující člen ČsKA přispíval i do magazínu Auto: Sporty, Motor pro malá sportovní letadla, Circuit de la Sarthe, Módní přehlídka (pařížský autosalon), Grand Prix Francie 1921 v Le Mans, La Coupe des Dames, Pařížský autosalon a Coupe Internationale des Voiturettes, Laurin & Klement se šestiválcovým motorem bezventilovým, patent Knight atd. Z Prahy na pařížský autosalon byly vypravovány autoklubem početné delegace. V Paříži se o ně určitou formou pravidelně staral ing. Zubatý. Vítězslav Kumpera st. jej označil za milého přítele, který jejich skupinu v roce 1921 po celou dobu pobytu v Paříži doprovázel jako společník a mj. jim zajistil i návštěvu Farmanových továren. V říjnu 1922 vykonal Antonín Kumpera jako řidič ještě se zaplombovaným motorem ze soutěže spolehlivosti Československem na voze Walter WIZI propagační jízdu Praha–Paříž nonstop na pařížský autosalon. Zajímavější ovšem bylo, koho měl ve „fondu“, myšleno ve voze. Mimo něj po Paříži jezdili redaktor Charles Faroux (redaktor magazínu L´Auto, pozdější ředitel závodů v Le Mans 1923–1956), redaktor Národních listů a Auta Jaroslav Kalva, bývalý konstruktér „waltrovky“ ing. Josef Zubatý (Walter WZ) a ředitel a konstruktér továrny J. Walter a spol. ing. Jan Novák (spoluautor prvních leteckých motorů Walter NZ 60, od roku 1927 vrchní ředitel firmy ASAP). Dalším účastníkem cesty byl Vítězslav Kumpera ml., student práv, pozdější obchodní ředitel a.s. Walter. V březnu 1923 měl ing. Zubatý hojně navštívenou přednášku v Autoklubu RČs. na téma Francouzský automobilový průmysl.
Potom zamířil na dlouho za Atlantik a v letech 1923–1931 pracoval v USA u společnosti AC Spark Plug Company. Tato společnost se proslavila zapalovacími svíčkami Champion a mnohého příslušenství pro tamní automobilky. Od roku 1923 Zubatý osm let působil jako konstruktér, šéfinženýr a později vedoucí vývoje u firmy Alberta Championa (AC) ve Flintu nedaleko Detroitu, ve státě Michigan. Během pobytu v zámoří získal celkem 68 amerických patentů a proslavil se řadou úspěšných řešení automobilového příslušenství – rychloměry, počítače ujeté vzdálenosti, teploměry, tlakoměry, ampérmetry, ukazatele stavu paliva, palivová čerpadla, olejové filtry, vzduchové a palivové čističe, zkonstruoval měřiče malých momentů atd.

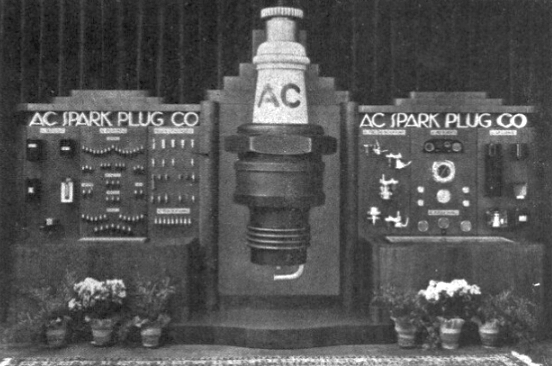
Autopříslušenství fy. AC Spark Plug Co. (Autosalon Praha 1935)

V roce 1928 koupil firmu AC Spark Plug Company gigant General Motors. Jeho skvělou kariéru přerušil krach na newyorské burze a následná krize, která uvrhla hospodářství a zejména automobilový průmysl do hlubokého úpadku. Byl to jeden – nikoli jediný – impulz, který Zubatého vedl k návratu do Československa. Z AC Spark Plug Company odcházel pozice technického ředitele. V roce 1931 napsal do plzeňské Škodovky a nabídl své služby. Odpověď byla zřejmě povzbudivá. Zubatý se s firmou a s USA rozloučil. V červnu 1931 se vrátil do Československa.
Za dobu svého působení v zahraničí poslal do Národních listů a do časopisů Motocykl, Motor, Auto a dalších desítky odborných i populárních článků o letectví a motorismu. Mimo již dříve uvedených je třeba uvést reportáž ze závodů na 500 mil v Indianapolis 1923 a 1926. Z jeho působení v mnoha organizacích stojí za zmínku alespoň jeho řádné členství v Society of Automotive Engineers – SAE V roce 1924 zastupoval Autoklub RČs. kongresu World Motor Transport Congress v Detroitu a v roce 1930 přednášel u General Motors v Institute of Technology o zkušebnictví.

## ASAP Mladá Boleslav

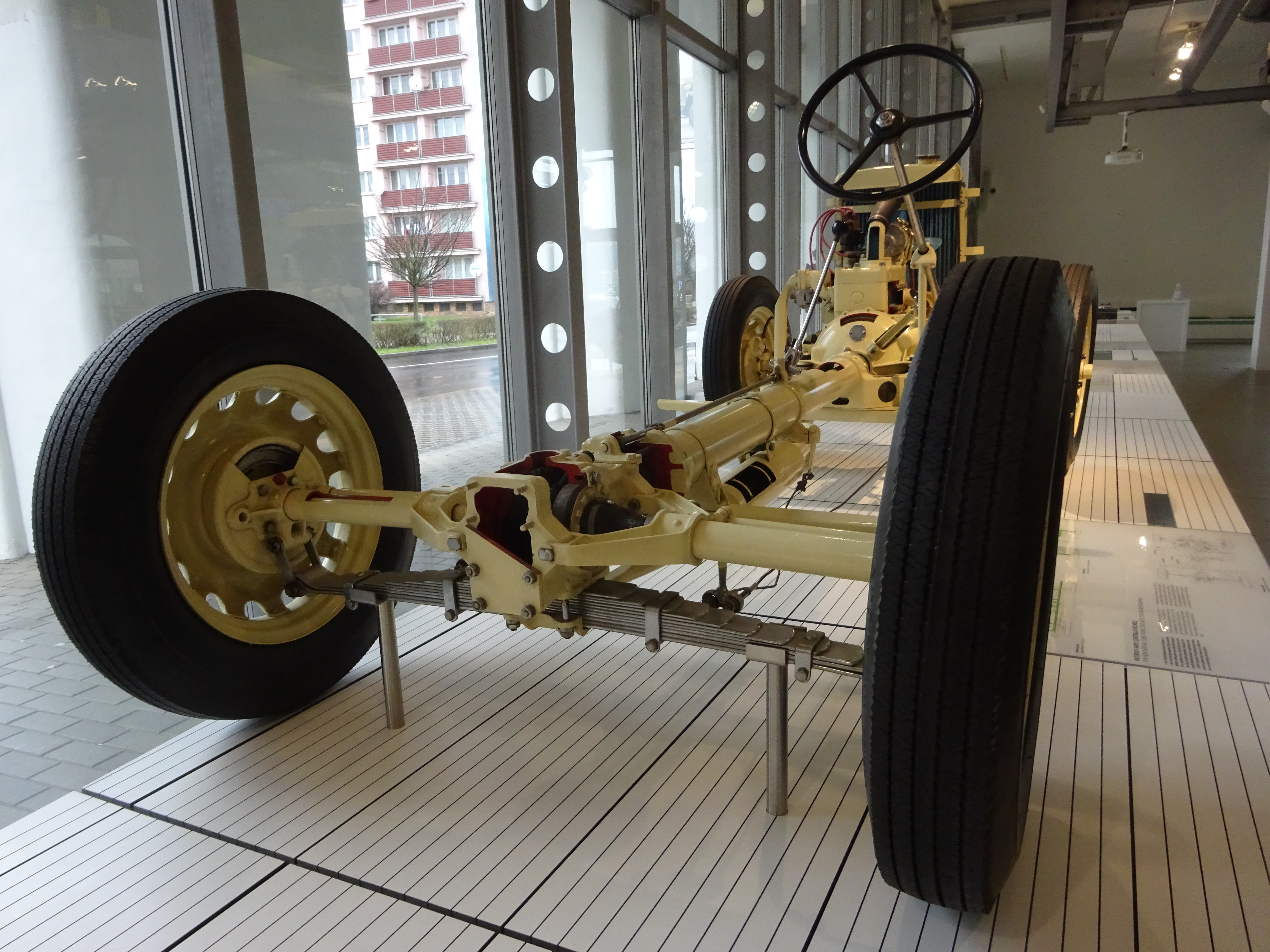
Podvozek automobilu Škoda 420 (Muzeum Škoda Ml. Boleslav)

V létě 1931 se Ing. Zubatý vrátil do Československa a hned se zapojil do činnosti AKRČs, například 24. února 1932 měl dvouhodinovou přednášku před naplněným sálem v Opletalově 29 (tehdy Lützowova) O motorových sportech v Americe. Od března 1932 byl zaměstnancem Škodových závodů. Nejprve byl zařazen na technické ředitelství v Praze, od léta 1932 pak měl vlastní konstrukční kancelář v továrně Avia v Letňanech, která od roku 1928 také patřila plzeňskému koncernu. Továrnu Avia (Avia, Miloš Bondy a spol., továrna na letadla) plzeňský koncern koupil od Miloše Bondyho na podzim 1926 a převod se uskutečnil v letech 1926–1928. Ing. Karel Hrdlička (závodní ředitel v Mladé Boleslavi), od 1. ledna 1930 existující jako Akciová společnost pro automobilový průmysl (ASAP), si jej vybral za konstruktéra nového lidového, připravovaného vozu. Hrdlička stál o to, aby se vývoj jednak utajil a za druhé aby do něj nezasahovali tovární rutinéři. Zubatý tak získal možnost pracovat nezávisle a nebyl ovlivněn stereotypy panujícími v mladoboleslavské konstrukci.

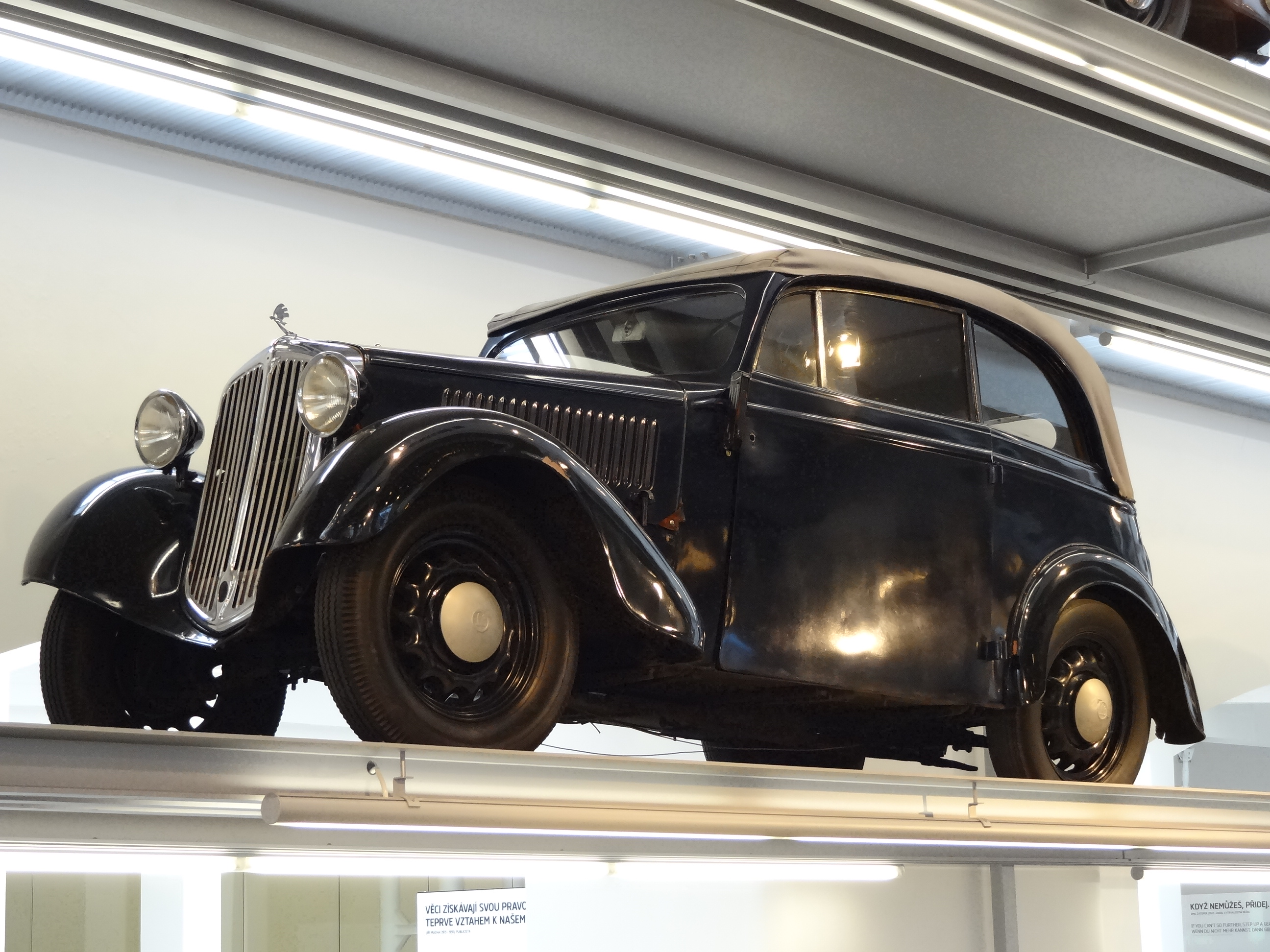
Škoda 420 Standard (Muzeum Škoda Ml. Boleslav)

Jeho první prací byl nový automobil (pracovně označovaný jako Avia 420) a později vyráběný s typovým označením Škoda 420 Standard (4 válce, výkon 20 koní, zdvihový objem 995 cm³), kterému dal konstruktér vozu Ing. Zubatý do vínku páteřový rám obdélníkového průřezu svařený ze dvou ocelových profilů tvaru U, vpředu rozvidlený pro uložení motoru. Na zadním konci podvozku byla rozvodovka s diferenciálem, spojovací hřídel procházel páteřovým nosníkem. Poháněná zadní kola byla zavěšena na výkyvných polonápravách (podle jeho patentu č. 49259 Uspořádání výkyvných poloos pro motorová vozidla) a odpružena příčným listovým perem, vpředu byla tuhá náprava zavěšená na dvou podélných čtvrteliptických listových perech (systém transaxle). To byla zásadní změna v konstrukci mladoboleslavských automobilů. Místo robustního těžkého žebřinového rámu měl nový podvozek páteřový rám s centrální rourou díky čemuž byl vůz o čtvrtinu lehčí než jeho předchůdce. Vzadu umístěná převodovka přispěla k lepšímu rozložení zátěže. Konstrukce karoserie typu 420 byla dokončena v Mladé Boleslavi tehdy vedené ředitelem ing. Karlem Hrdličkou (1888–1979) a šéfkonstruktérem osobních vozů a lehkých nákladních automobilů Ing. Vladimírem Matoušem (1896–1963, vedoucí konstrukční kanceláře od roku 1928, ex Walter). Vrchním ředitelem ASAP byl od roku 1927 ing. Jan Novák (ex Walter). Novák, Matouš a Zubatý, bývalí konstruktéři jinonické waltrovky počátkem 30. let všichni pracovali pro ASAP. Nový vůz zvaný podle tvůrce "Zubatinka" byl předveden novinářům 12. dubna 1933.
Na Škodu 420 Standard (1933–1934) navázal ještě úspěšnějšími pracemi na automobilech Škoda 420 Popular (1934–1937) a Škoda 420 Rapid (1934–1935). U Popularu Ing. Josef Zubatý vylepšil páteřový nosník, který tvořila ocelová roura, přední lichoběžníková a zadní dělená náprava s příčným listovým pérem. Popularů s litrovým motorem a ventilovým rozvodem SV se v letech 1934–1938 vyrobilo 4220 kusů. Méně známým příběhem je Zubatého konstrukce automobilu Škoda Sagitta (typ 911, 1936–1939), což byl prototyp malého automobilu. V roce 1937 bylo vyrobeno jen 7 vozidel: dva kabriolety, čtyři kupé a jeden sedan. Jako pohon tohoto lidového vozu byly uvažovány vzduchem chlazené motory. Ing. Josef Zubatý na detašovaném pracovišti firmy v pražských Letňanech navrhl čtyřdobý dvouválec do V. Později spatřil světlo světa dvoudobý jedno i dvouválec, čtyřdobý dvouválec a nakonec i čtyřválec. Do sériové výroby se tento minivůz nedostal. Řadu prvků však od něj převzala Škoda Popular 995 „Liduška“ (typ 937).

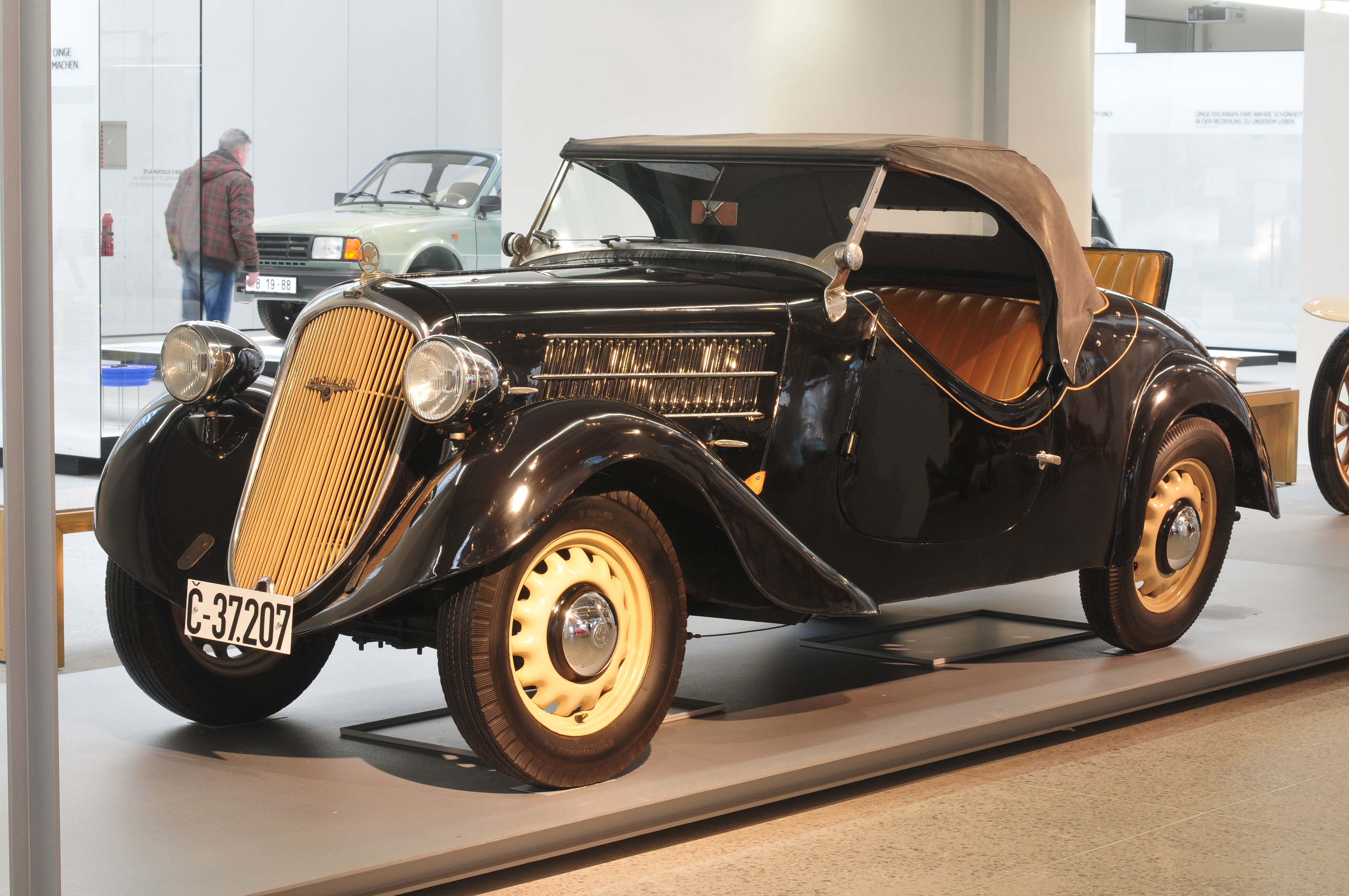
Škoda Popular (Muzeum Škoda Ml. Boleslav)

V roce 1934 představila továrna Škodu 418 Popular, další vývojový stupeň čtyřistadvacítky. Nové bylo uložení motoru v silentblocích a převodovka u zadní nápravy, tvořící s rozvodovkou jeden celek, tedy princip mnohem později nazvaný transaxle. Nové bylo i nezávislé zavěšení předních kol na příčném listovém peru a dvojici příčných trojúhelníkových ramen. Na něj navázala legenda, nejvíce vyráběný „škodovácký“ automobil mezi světovými válkami, Škoda 420 Popular (1934–1946, typy 906-909, 916/917, 927, 937/938). Koncepce podvozků ing. Zubatého byla použita na všech modelech Škoda vyráběných v 30. létech (Rapid, Favorit, Superb atd.). Na škodovkách byly postupně využity 3 patenty ing. Zubatého: č. 49259 Uspořádání výkyvných poloos pro motorová vozidla (1934), č. 51889 Nosná pružina, zvláště pro motorová vozidla (1935) a č. 56672 Výkyvná přední náprava pro motorová vozidla (1936). Koncepce vypiplaná v roce 1938 do modelu Škoda Popular 1100 OHV (typ 927, 1938–1946) znamenala možná záchranu výroby osobních automobilů v Mladé Boleslavi. Zubatého koncepce podvozku byla používána v Mladé Boleslavi až do 50. let (např. Škoda 1101/1102 Tudor, Škoda 440/445 Spartak, Škoda 1200/1201 Sedan atd.). Možným důkazem o úspěšnosti tohoto řešení může být i to, že se tato konstrukce udržela až do další změny koncepce, do roku 1964, kdy vznikla Škoda 1000 MB.
Podané přihlášky patentů č. 61044 (1935), 62028 (1935) a 69823 (1938) Pohon hnacích náprav tříosého, resp. víceosého motorového vozidla, které byly schváleny v letech 1938 až 1941, použil v konstrukci třínápravového vojenského štábního automobilu Škoda 903. Za dob Protektorátu byla automobilka ASAP přejmenována na Reichwerke-Hermann-Göring A.G. Bylo zde vyrobeno do roku 1942 celkem 42 kusů tohoto typu. Škoda 903 je vrcholnou ukázkou československé konstrukční školy třínápravových velitelských vozidel.

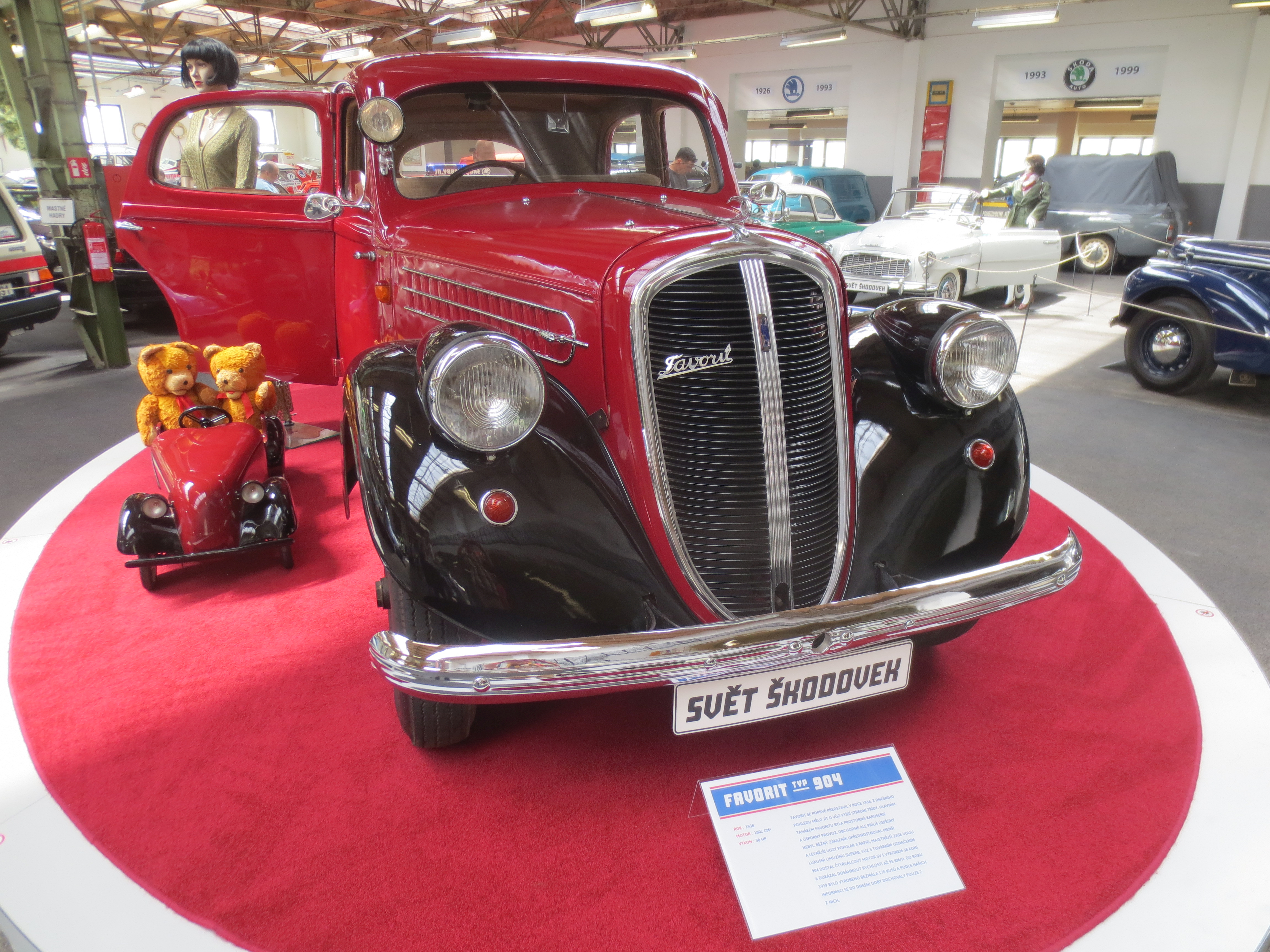
Škoda 904 Favorit (1938) v Muzeu Svět škodovek 2021

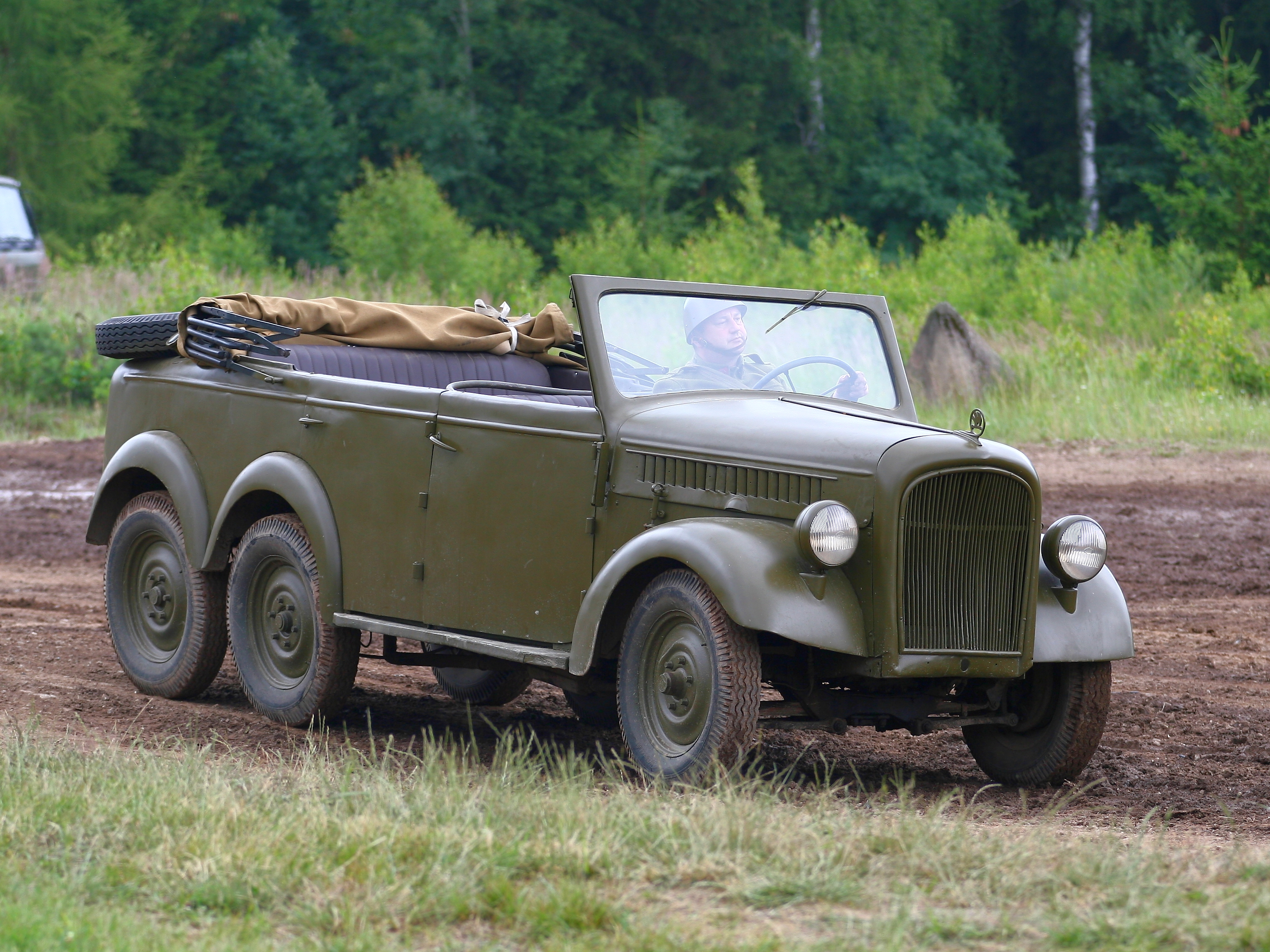
Škoda 903 (1941), třínápravový štábní vůz na akci BAHNA (2018)

## Škodovy závody Plzeň
Ve firmě Škoda pracoval oficiálně jako přednosta vývojového oddělení speciálních (obrněných) vozidel. J. Zubatý se prakticky stal tvůrcem všech druhů obrněných vozidel, pásových dělostřeleckých tahačů a tanků atp. vyvinutých a vyráběných v 30. a 40. letech 20. století koncernem Škoda. Kromě své profesní práce se stal i zástupcem ředitele plzeňské Škody. Hojně také publikoval své odborné práce. V dlouhodobém procesu prakticky stálého soupeření se zbrojařskou částí koncernu ČKD se J. Zubatý projevil jako silný soupeř a typický protipól šéfkonstruktéra Českomoravské Alexeje Surina, a to jak profesně, tak i osobnostně.
Ke dni 1. února 1934 byl Zubatý přeřazen do Plzně, kde ho jmenovali vedoucím konstrukce lokomotivky. V roce 1938 se stal zástupcem ředitele oddělení Vozidla, o rok později, v roce 1939, pak přednostou oddělení Vozidla a Lokomotivka, v roce 1942 mu udělili služební titul ředitel. V roce 1945, kdy došlo k reorganizaci, zůstal přednostou oddělení Vozidla. Do tohoto období (1932–1948) spadá schválení 20 patentů, u nichž je přihlašovatel/majitel ing. Zubatý (z celkem 21, které Zubatému byly schváleny). Tyto patenty především souvisely se zbrojní výrobou Škody Plzeň. Několik patentů řešilo konstrukci podvozků pro přepravu děl a konstrukci pohonu pásů plazořetězových vozidel neboli tanků, obrněných transportérů a dělostřeleckých tahačů (Škoda MTH). První jeho prací v Plzni byla účast Škody s prototypem Š-II-a v Soutěži o standardní lehký tank pro jezdectvo československé armády v roce 1934. Armádní komise v roce 1935 vybrala jako standardní tank pro podporu jízdy plzeňský stroj. Bylo v letech 1935–40 vyrobeno 298 exemplářů označených jako lehký tank LT vz. 35. V další zakázce na střední tank se plzeňský výrobce zúčastnil s typem Škoda Š-II-c (T-21). Projekční práce probíhaly od září 1936, aby v květnu 1937 v dílnách smontovali zkušební prototyp, který však vykazoval neustálé poruchy. Vývoj pokračoval ve Škoda Werke AG i pod německou kuratelou po 15. březnu 1939, kdy vznikly dva zdokonalené prototypy s označením T-22 a T-23. Němci však postupně o program ztratili zájem a uvolnili stroj na export, nakonec tedy skutečně došlo k jeho sériové výrobě, ovšem licenční v Maďarsku.

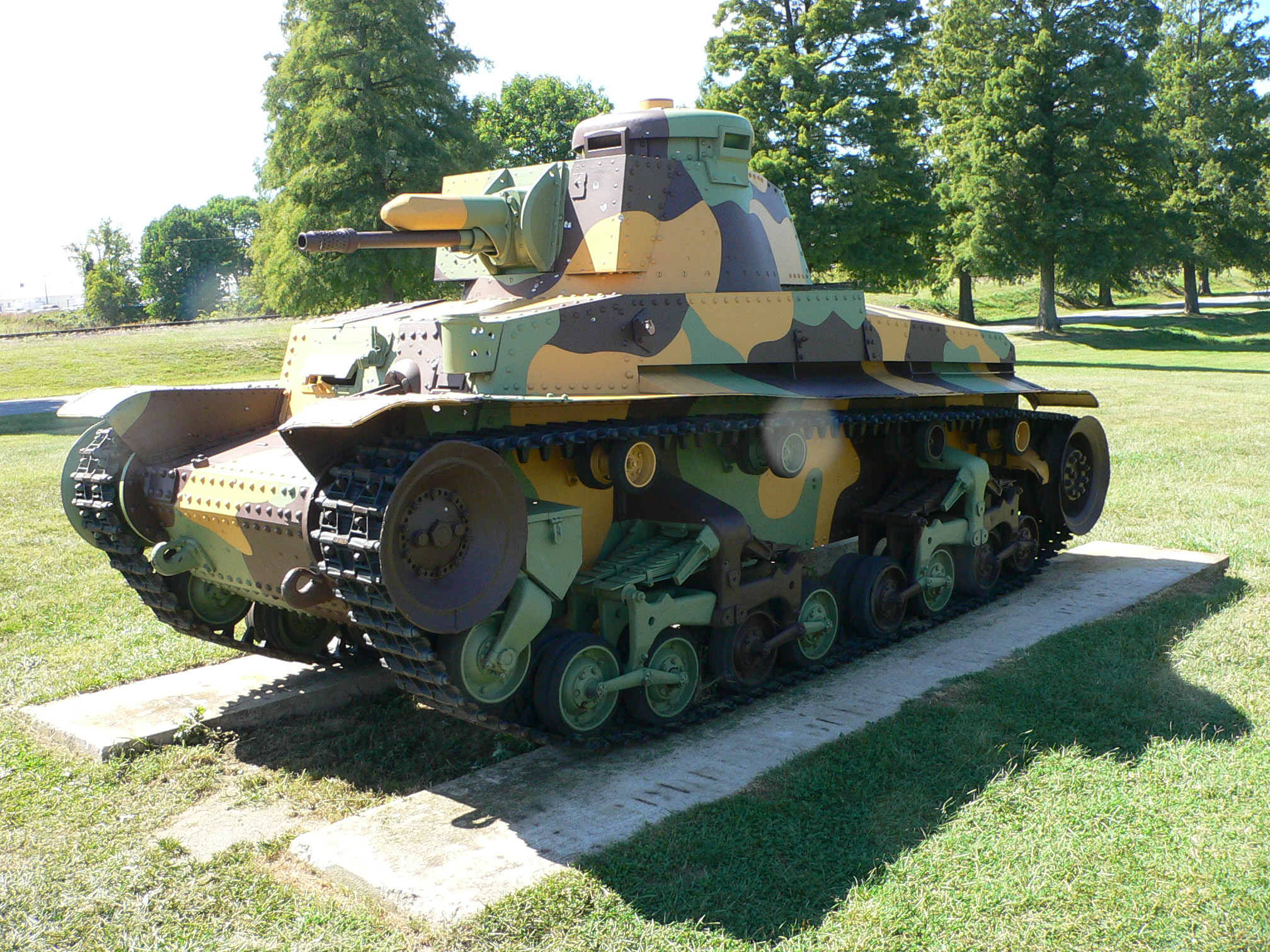
Lehký tank LT vz. 35

## Emigrace
Po válce resp. v době Února 1948 byl ing. Zubatý z plzeňské škodovky 25. února pro své postoje a názory „na hodinu“ propuštěn. Sice se odvolal, ale než byla jeho stížnost vyřešena, byla mu v březnu 1948 zapovězena práce ve všech národních podnicích vč. zákazu vstupu do Škody Plzeň. V březnu 1948 se o něm uvádělo, že je v zahraničí, ale ke skutečné emigraci došlo zřejmě až v zimě 1948-49, kdy se mu podařilo i s manželkou přejít do americké zóny v Německu a usadil se na čas v bavorském Regensburgu. V roce 1949 vycestoval do Kanady a nastoupil do Gelling Industries, Ltd., firmy, která nedaleko kanálu Welland v Ontariu vyráběla domácí spotřebiče. Působil zde pět let. V roce 1954 odešel do USA, do Flintu k firmě AC, kde již v 20. a počátkem 30. let pracoval. Americké občanství mu bylo přiznáno 17. listopadu 1959. Ing. Zubatý pracoval u svého staronového zaměstnavatele až do roku 1964, kdy v 69 letech odešel na odpočinek. Zemřel na Floridě v květnu 1987, bylo mu 92 let. Na svém kontě měl jen v USA 156 vynálezů a 90 patentových přihlášek.

## Československé patenty
- Patent č. 5762 Převodová skříň (1921)
- Patent č. 49259 Uspořádání výkyvných poloos pro motorová vozidla (1934)
- Patent č. 51889 Nosná pružina, zvláště pro motorová vozidla (1935)
- Patent č. 56101 Uspořádání pro dopravu neodpérovaných děl, zvláště polních (1936)
- Patent č. 56672 Výkyvná přední náprava pro motorová vozidla (1936)
- Patent č. 58395 Uspořádání podvozku pro dopravu neodpérovaných děl, zvláště polních (1937)
- Patent č. 61044 Pohon hnacích náprav tříosého, resp. víceosého motorového vozidla (1938)
- Patent č. 61596 Odpružený dvojkolový podvozek pro dopravu neodpérovaných děl (1938)
- Patent č. 61597 Podvozek pro dopravu neodpérovaných děl, vozidel a pod. (1938)
- Patent č. 62028 Pohon hnacích náprav tříosého resp. víceosého motorového vozidla (1938)
- Patent č. 62164 Zařízení pro čištění cirkulujícího mazacího oleje (1938)
- Patent č. 62887 Protikluzné zařízení pro hnací a výkyvné polonápravy motorových vozidel s dvojitým oráfováním (1938)
- Patent č. 63411 Způsob a zařízení k řízení plazořetězových vozidel (1939)
- Patent č. 65106 Uspořádání pohonu pásů plazořetězového vozidla (1939)
- Patent č. 65107 Uspořádání pohonu pásů plazořetězového vozidla (1939)
- Patent č. 65670 Uspořádání podvozku plazořetězových vozidel (1939)
- Patent č. 66714 Samočinné zajištění ojové řídicí páky vlečných vozů (1939)
- Patent č. 69823 Pohon hnacích náprav tříosého, resp. víceosého motorového vozidla (1941)
- Patent č. 76204 Zařízení k řízení plazořetězových vozidel (1947)
- Patent č. 76667 Zařízení k řízení plazořetězových vozidel se dvěma motory (1948)
- Patent č. 77894 Pomocné zařízení k řízení vozidel (1949)